# Thelodonti
Existe muito debate se o clado dos peixes do Paleozóico conhecidos como Thelodonti (anteriormente coelolepids) representa um grupamento monofilético, ou uns grupos díspares da haste às linhas principais de peixes sem mandíbula e mandibulados.
Thelodontes (do grego: "bocal dentado") são caracterizados por serem pequenos e sem mandíbulas, e unidos na posse de "escamas de thelodontes". Este caráter definidor não é necessariamente o resultado de ancestralidade comum, mas pode ter se desenvolvido independentemente por diferentes grupos, num caso de convergência evolutiva.
"Thelodontes" são morfologicamente muito similares, e provavelmente proximamente aparentados, aos peixes das classes Heterostraci e Anaspida, diferindo principalmente em sua cobertura de distintas e pequenas escamas arredondadas. Estas escamas eram facilmente dispersadas após sua morte; seu pequeno tamanho e resistência à decomposição os fizeram ser o fóssil vertebrado mais comum de seu tempo.
Estes peixes viveram tanto em ambientes de água doce quanto no marinho, aparecendo primeiramente no Ordoviciano, e pereceram durante o evento de extinção do Frasniano - Fammeniano do Devoniano Superior. Eles eram predominantemente peixes de alimentação baseada na vida no fundo das massas de água, embora haja evidências que sugerem que algumas espécies tomassem à coluna de água para serem organismos nadadores propriamente ditos.